# Ротунда (Њамц)
Ротунда (рум. Rotunda) насеље је у Румунији у округу Њамц у општини Должешти. Oпштина се налази на надморској висини од 188 m.

## Становништво
Према подацима из 2002. године у насељу је живело 1674 становника, од којих су сви румунске националности.